# Aladár Gerevich
Aladár Tibor Gerevich (ur. 16 marca 1910 w Jászberény, zm. 14 maja 1991 w Budapeszcie) – węgierski szablista, wielokrotny medalista igrzysk olimpijskich i mistrzostw świata.
Na igrzyskach olimpijskich w Los Angeles w 1932 roku razem z Attilą Petschauerem, Ernő Nagym, Gyulą Glykaisem, Györgym Pillerem i Endre Kabosem zwyciężył w zawodach drużynowych. Wynik ten Węgrzy z Gerevichem w składzie powtórzyli na rozgrywanych cztery lata później igrzyskach olimpijskich w Berlinie. Zdobył tam także brązowy medal w turnieju indywidualnym; w rundzie finałowej wygrał sześć z ośmiu pojedynków i uplasował się za Endre Kabosem i Włochem Gustavo Marzim. Wystąpił także we florecie drużynowym zajmując siódme miejsce. 
Po zakończeniu II wojny światowej wystartował na igrzyskach olimpijskich w Londynie w 1948 roku, gdzie dwukrotnie stanął na podium. W szabli indywidualnej zwyciężył, wygrywając wszystkie siedem pojedynków w rundzie finałowej. Pozostałe miejsca na podium zajęli Włoch Vincenzo Pinton i Pál Kovács. Razem z Tiborem Berczellym, Rudolfem Kárpátim, Pálem Kovácsem, László Rajcsányim i Bertalanem Pappem odniósł też zwycięstwo w zawodach drużynowych. Ponownie wystąpił też we florecie drużynowym, w którym Węgrzy tym razem zajęli piąte miejsce. Kolejne trzy medale wywalczył na igrzyskach olimpijskich w Helsinkach w 1952 roku. Najpierw razem z Endre Tillim, Endre Palóczem, Lajosem Maszlayem, Tiborem Berczellym i Józsefem Sákovicsem był trzeci we florecie drużynowym. Parę dni później Węgrzy w składzie: Gerevich, Berczelly, Kárpáti, Kovács, Rajcsányi i Papp zdobyli złoto w szabli drużynowej. W rywalizacji indywidualnej był drugi, wygrywając w rundzie finałowej siedem z ośmiu pojedynków. Uplasował się tam za Kovácsem a przed Berczellym. Złoty medal w szabli drużynowej zdobył też podczas igrzysk w Melbourne w 1956 roku, startując wspólnie z Rudolfem Kárpátim, Pálem Kovácsem, Attilą Keresztesem, Jenő Hámorim i Dánielem Magayem. W zawodach indywidualnych był tym razem piąty. Brał też udział w igrzyskach olimpijskich w Rzymie w 1960 roku, gdzie reprezentacja Węgier w składzie: Aladár Gerevich, Rudolf Kárpáti, Pál Kovács, Zoltán Horváth, Gábor Delneky i Tamás Mendelényi zdobyła drużynowo złoty medal. W rywalizacji indywidualnej odpadł w półfinałach.
Jest jedynym szermierzem, który wygrywał tę samą konkurencję olimpijską sześć razy z rzędu (szabla drużynowo). Jest też jedynym szermierzem, który zdobył łącznie 7 złotych medali olimpijskich (sześć medali w zawodach drużynowych i jeden indywidualnie).
Podczas mistrzostw świata w Wiedniu w 1931 roku razem z Gyulą Glykaisem, Sándorem Gombosem, Endre Kabosem, Attilą Petschauerem i Györgym Pillerem wywalczył tam złoty medal w zawodach drużynowych. W tej samej konkurencji zdobywał następnie złote medale na mistrzostwach świata w Budapeszcie (1933), mistrzostwach świata w Warszawie (1934), mistrzostwach świata w Lozannie (1935), mistrzostwach świata w Paryżu (1937), mistrzostwach świata w Sztokholmie (1951), mistrzostwach świata w Brukseli (1953), mistrzostwach świata w Luksemburgu (1954), mistrzostwach świata w Rzymie (1955), mistrzostwach świata w Paryżu (1957) i mistrzostwach świata w Filadelfii (1958) oraz srebrny na mistrzostwach świata w Budapeszcie (1959). Ponadto czterokrotnie zdobywał medale w turniejach indywidualnych: złote na MŚ 1935, MŚ 1951 i MŚ 1955 oraz srebrny na MŚ 1953 (plasując się za Pálem Kovácsem).
Zdobył ponadto brązowy medal we florecie drużynowym na mistrzostwach świata w Lozannie (1935).
Po zakończeniu kariery pracował jako trener w Budapeszcie.
Odznaczony między innymi Orderem Gwiazdy.
Jego żona - Erna Bogen, młodszy syn - Pál oraz teść - Albert Bogen także uprawiali szermierkę. Starszy syn - György był trenerem szermierki, a synowa Gyöngyi Bardi-Gerevich była siatkarką.